# Tilemann Plathner
Tilemann (Tile) Plathner, auch Platner, Plettener (* 24. November 1490 in Stolberg (Harz); † 6. November 1551 ebenda) war ein evangelischer Theologe und Reformator.

## Leben
Der Sohn des Stolberger Ratsherrn Tile Plat(h)ner und der Margaretha Udra studierte in Leipzig und 1506 in Erfurt, wo er u. a. auch Justus Jonas traf. 1515 war er in Stolberg Priester. 1519 berief Graf Botho zu Stolberg den Magister als Pfarrer an die St.-Martinik-Kirche nach Stolberg (Harz). Seit 1521 hielt er sich als Begleiter der jungen Grafensöhne Wolfgang und Ludwig in Wittenberg auf. Als Graf Wolfgang dort ehrenhalber Rektor der Universität wurde, übte Plathner das Amt des Vizerektors aus. Am 20. September 1521 wurde er zum Lizentiaten und am 14. Oktober 1521 zusammen mit Justus Jonas zum Doktor der Theologie promoviert. Zusammen hielten sie den Doktorschmaus. Mit Philipp Melanchthon befreundet, bemühte er sich, die Unruhen der Wittenberger Bewegung beizulegen. Melanchthon widmete ihm seine Loci communes 1521.
Als Pfarrer bereitete Plathner in Stolberg die Reformation vor, unterstützt von seinen Freunden Spangenberg, Johann Schneidewin und anderen, obwohl Graf Botho aus Rücksicht auf seine beiden sächsischen und brandenburgischen Lehnsherren Zurückhaltung übte. Die Reformation konnte daher in der Stolberger Grafschaft erst nach 1539 erfolgen. Dabei stand Plathner an der Spitze der Visitation. Von seiner Augustinerlektüre stark beeinflusst, sprach er sich für die Brandenburgische Kirchenordnung 1540 aus. Das Augsburger Interim jedoch lehnte er ab, obwohl er für Beibehaltung der Zeremonien war.
Eine neue evangelische Kirchenordnung wurde 1549 gemeinsam von einem Pfarrerkonvent der Grafschaften Stolberg und Schwarzburg unter aktiver Beteiligung Plathners erarbeitet. Bis zu seinem Tod im Jahre 1551 nahm er die Funktion des ersten evangelischen Superintendenten der stolbergischen Grafschaften Stolberg und Wernigerode wahr.
Sein gelehrter Kommentar zum Matthäus-Evangelium blieb ungedruckt.